# Distretto di Pazarlar
Il distretto di Pazarlar (in turco Pazarlar ilçesi) è uno dei distretti della provincia di Kütahya, in Turchia.